# Prangos persica
Prangos persica är en flockblommig växtart som först beskrevs av Heinrich Carl Haussknecht och Joseph Friedrich Nicolaus Bornmüller, och fick sitt nu gällande namn av Minosuke Hiroe. Prangos persica ingår i släktet Prangos och familjen flockblommiga växter. Inga underarter finns listade i Catalogue of Life.